# Denis Landry
Pour les articles homonymes, voir Landry.
Denis Landry, né le 13 novembre 1957, est un homme politique canadien, député libéral de Bathurst-Est-Nepisiguit-Saint-Isidore à l'Assemblée législative du Nouveau-Brunswick de 2014 à 2022 et chef de l'opposition officielle de 2019 à 2020.
Il a été député de Centre-Péninsule—Saint-Sauveur de 2003 à 2014, ministre de la Justice et de la Sécurité publique de 2016 à 2018, et ministre des Transports de 2006 à 2010. Il a auparavant été bûcheron, syndicaliste et marchand.

## Biographie
Denis Landry est né le 13 novembre 1957 à Val-Doucet, dans Notre-Dame-des-Érables au Nouveau-Brunswick. Il est l'aîné de onze enfants. Il obtient son diplôme d'études secondaires à la Polyvalente Louis Mailloux de Caraquet en 1975. Il travaille ensuite comme bûcheron durant dix-sept ans. Il est alors secrétaire-trésorier, puis président de la section locale 123 du Syndicat canadien des travailleurs du papier (SCTP). Il suit d'autres formations durant cette période: instructeur forestier à l'Institut de Memramcook, leadership à l'Université Saint-Francis-Xavier, alphabétiseur à Fredericton ainsi que création de petites entreprises au campus de l'Université de Moncton à Shippagan.
Il a été président de la Coalition contre les changements à l'assurance-chômage et du Conseil du travail de la Péninsule acadienne. Il a été le coordonnateur provincial du Sommet mondial sur le développement social. Il s'est rendu à Copenhague en 1995 à titre d'expert-conseil. Il a ensuite travaillé pour un concessionnaire automobile.
Denis Landry est membre du Parti libéral du Nouveau-Brunswick. Il est élu à la 53e législature pour représenter la nouvelle circonscription de Centre-Péninsule à l'Assemblée législative du Nouveau-Brunswick le 11 septembre 1995, lors de la 53e élection générale. Il a siégé au Comité permanent de modification des lois, au Comité des politiques de renouvellement des politiques sociales, au Comité des comptes publics et il a fait partie du regroupement Action-Nord. Il est aussi le seul député ayant fait partie du comité ministériel pour le développement économique de la Péninsule acadienne. Il préside alors le Comité d’administration de l’Assemblée législative.
Il ne siège pas à l'Assemblée législative entre 1999 et 2003 puis se fait élire à la 55e législature, à nouveau dans la circonscription de Centre-Péninsule, le 5 juin 2003, lors de la 55e élection générale. Il siège alors au Comité permanent des projets de loi d’intérêt privé et au Comité spécial de l’approvisionnement en bois. En tant que membre de l'Opposition officielle, il est critique pour les domaines liés au tourisme ainsi qu'à l'assurance automobile.
Denis Landry est élu à la 56e législature pour représenter la circonscription de Centre-Péninsule—Saint-Sauveur le 18 septembre 2006, lors de la 56e élection générale. Il est assermenté au Conseil exécutif le 3 octobre 2006 et nommé ministre des Transports dans le gouvernement de Shawn Graham.
Il est réélu à la 57e législature le 27 septembre 2010, lors de la 57e élection générale, puis en 2014 (58e élection générale) et en 2018 (59e élection générale). Il est ministre de la Justice et de la Sécurité publique de 2016 à 2018.
Le 10 février 2019, Denis Landry est élu chef par intérim du parti libéral et devient chef de l'opposition officielle.
Son épouse se nomme Johanne et le couple a trois enfants: Sébastien, Natacha (Michael) et Cédric ainsi que deux petits-enfants, Kassime et Karellie.

## Résultats électoraux